# Marian Wondraczek
Marian Herman Aleksander Wondraczek (ur. 8 września 1894 we Lwowie, zm. 5 października 1964 w Londynie) – oficer geograf Wojska Polskiego.

## Życiorys
Urodził się 8 września 1894. Pochodził ze Lwowa. Po zakończeniu I wojny światowej został przyjęty do Wojska Polskiego. Służył w Przemyślu. 
Został awansowany na stopień porucznika w korpusie oficerów zawodowych geografów ze starszeństwem z dniem 1 czerwca 1919. Specjalizował się w topografii, był zastępcą por. Mariana Hełm-Pirgo, szefa Oddziału Kartograficznego w Instytucie Wojskowo-Geograficznym, a po jego likwidacji pod koniec 1920 Wydziału Graficznego i po reorganizacji Wydziału Kartograficznego. W 1923, 1924 był oficerem Wojskowego Instytutu Geograficznego. Został awansowany do stopnia kapitana w korpusie oficerów zawodowych geografów ze starszeństwem z 1 stycznia 1932 i w 1932 nadal pozostawał w służbie WIG. W latach 30 był autorem map. 
W 1939 był na stanowisku zastępcy szefa kancelarii sztabu armii „Modlin”. W chwili wybuchu II wojny światowej w okresie kampanii wrześniowej był kierownikiem składnicy mobilnej map Dowództwa Okręgu Korpusu Nr I, istniejącej w Warszawie do 7 września 1939, a następnie 10 września ewakuowanej do Lwowa, po czym wywiezionej do Rumunii. Tam po agresji ZSRR na Polskę z 17 września 1939 został aresztowany przez sowietów. Podczas konwojowania we Lwowie zdołał zbiec z samochodu i ukryć na terenie miasta (wraz z nim odzyskał wolność przewożony wówczas płk dypl. Tadeusz Zieleniewski). 
Po wojnie pozostał na emigracji w Wielkiej Brytanii. Dosłużył stopnia majora. Zamieszkiwał w Londynie, 11 maja 1959 został naturalizowany. Zmarł 5 października 1964 w Londynie. Został pochowany na cmentarzu New Cemetery Willesden Green.

## Ordery i odznaczenia
- Srebrny Krzyż Zasługi (22 maja 1939)[14]
- Medal Pamiątkowy za Wojnę 1918–1921
- Medal Dziesięciolecia Odzyskanej Niepodległości
- Odznaka pamiątkowa „Orlęta”[15]